# 한강문화유산연구원
한강문화유산연구원은 대한민국 문화체육관광부 소관의 재단법인이다. 2006년 5월 23일 설립되었으며 문화유산의 조사, 연구, 보존, 보호와 문화유산과 관련된 지표, 발굴조사를 실시하고 있다. 사무실은 경기도 부천시 평천로 655 402동 1303호 약대동, 부천테크노파크와 서울특별시 광진구 긴고랑로 26 두 곳에 위치해 있다.

## 주요 사업
- 문화유산의 보존과 보호활동
- 매장문화재 조사와 연구, 보고서 발간
- 문화유산 관련 전문인력양성